# Wolfgang Schmitz
Wolfgang Schmitz (28. května 1923 Vídeň – 16. listopadu 2008 tamtéž) byl rakouský ekonom a politik, člen Rakouské lidové strany (ÖVP).

## Životopis
Wolfgang Schmitz působil od roku 1950 v obchodní komoře. V roce 1964 byl jmenován ministrem financí ve vládě Josefa Klause a v letech 1968 až 1973 byl prezidentem Rakouské národní banky. Poté se vrátil do obchodní komory.
Byl členem K. a. V. (Katholische akademische Verbindungen) Norica Wien v ÖCV (Österreichischer Cartellverband) a katolického spolku Edo-Rhenania Tokio.
Zemřel v listopadu 2008 a byl pochován na neustiftském hřbitově.

## Dílo (výběr)
- Der Welthandel geht jeden an. Vídeň 1955
- Die österreichische Wirtschafts- und Sozialpolitik. Würdigung, Kritik, Ansatzpunkte. Vídeň 1961
- Die Währung – eine offene Flanke staatlicher Verfassungsordnung. Ihre Schließung – ein Beitrag zur Festigung der freiheitlichen Demokratie. Vídeň 1983
- Familie zwischen Steuerdruck und Sozialstaatsdebatte. Die Besteuerung der gesetzlichen Unterhaltsverpflichtungen in Österreich, Mängel und Korrekturvorschläge. Vídeň 1995
- Socher, Karl; Schmitz, Wolfgang: Wolfgang Schmitz – wirtschaftspolitische Weichenstellungen. 1963–1973, Reminiszenzen eines Jahrzehnts. Vídeň 1996
- Wirtschaftsethik als Ordnungsethik in ihrem Anspruch an Sozial-, Konjunktur- und Währungspolitik. Berlín 2004